# Superdeep
Superdeep ist ein russischer Horrorfilm aus dem Jahr 2020. Er spielt im Jahr 1984 am Schauplatz der Kola-Bohrung.

## Handlung
Dr. Anna Fedorova war Forschungsleiterin eines Projekts zur Entwicklung eines Vakzins für sowjetische Soldaten in Afrika. Trotz fehlender vorhergehender Untersuchungen hatte sie Impfstofftests am Menschen genehmigt und ihrem Kollegen einen Selbstversuch gestattet, welcher daraufhin ums Leben gekommen war. Geplagt von Schuldgefühlen will sie sich ihrer Verantwortung stellen, wird jedoch von Oberst Yury Morosov vom militärischen Geheimdienst in Schutz genommen, welcher ihre Fähigkeiten für sich nutzen will.
Eines Tages wird Anna von Yury angerufen. Dieser unterrichtet sie über einen Zwischenfall in der geheimen Forschungsstation Kola SG3. Dort seien 12000 Meter unter der Erdoberfläche Geräusche unbekannten Ursprungs aufgezeichnet worden und 20 Menschen seien verschwunden. Der dortige Forschungsleiter Grigoriev wird zudem beschuldigt, Daten über eine unbekannte Krankheit zurückzuhalten. Bevor die Station stillgelegt wird, soll Anna Proben aus dem Labor retten. Sie wird dabei von Yury und einigen Soldaten unter der Leitung von Major Sergey Mikheev begleitet.
Schon bei der Landung ereignet sich ein seltsamer Zwischenfall. Einer der Wissenschaftler der Station läuft mit einer Handgranate auf den Hubschrauber des Teams zu, wird angeschossen und sprengt sich kurz darauf selbst. In der Zwischenzeit läuft bereits die Evakuierung der Station, auch der stellvertretende Forschungsleiter Pyotr Kuznetsov, welcher Grigoriev denunziert hatte, stellt sich dem Team vor.
Zusammen mit Grigoriev und Kuznetsov, der Anna an den Hippokratischen Eid erinnert und von ihrem Vorhaben abbringen will, fährt das Team mit einem Fahrstuhl zur Hauptanlage in 5220 Metern Tiefe. Unter einem Vorwand setzt Grigoriev den Druck im Fahrstuhl herab, was dazu führt, dass alle bis auf ihn selbst, da er eine Atemschutzmaske trägt, das Bewusstsein verlieren. Nach der Ankunft nimmt er die Schlüsselkarte des Fahrstuhls an sich und verschwindet, während das Team wieder zu sich kommt.
Kuznetsov informiert das Team darüber, dass das eigentliche Ziel, die noch tiefer gelegene Hauptforschungsanlage „Sahara“, über einen zweiten Fahrstuhl erreicht werden kann, für welchen jedoch die Schlüsselkarte von Grigoriev benötigt wird. Auf der Suche nach diesem treffen die Soldaten auf die Ärztin Kira und den Techniker Nikolay, welche auf ihre Evakuierung warten. Die beiden werden von Anna untersucht, weisen aber keine Anzeichen einer Infektion auf.
Der plötzlich auftauchende Grigoriev bittet Anna darum, das Team zur Umkehr zu überreden und die Menschen in Sicherheit zu bringen, wird aber von den Soldaten angeschossen und verschwindet mit dem Fahrstuhl in Richtung der Hauptforschungsanlage. Die Soldaten beschließen, über einen Schacht zur Anlage „Sahara“ zu gelangen, welche laut Nikolay ihren Namen von den dort vorherrschenden Temperaturen von etwa 200 °C erhalten hat.
Noch während des Anlegens der Schutzanzüge erscheint eine Person aus dem Schacht, welche von Kuznetsov als die Laborassistentin Olga aus „Sahara“ erkannt wird. Diese weist eine Art Pilzbefall auf dem Rücken auf und kann sich an nichts erinnern. Anna nimmt eine Gewebeprobe und identifiziert den Befall als unbekannten Zellparasit.
Inzwischen wird durch eine Explosion, vermutlich ausgelöst durch den noch lebenden Grigoriev, die Druckpumpe der Anlage beschädigt, wodurch die ganze Station Gefahr läuft, in rund einer Stunde zerstört zu werden. Yury gibt daraufhin den Befehl, die Station über den Schacht in Richtung Erdoberfläche zu verlassen. Vorher wollen Anna und Sergey noch auf die Krankenstation zu Olga, wo diese und Kira jedoch bereits augenscheinlich mutiert und durch den Krankheitsbefall deformiert wurden. Bei dem Versuch einer Probennahme wird Sergey infiziert. Da die Opfer offenbar keine Kontrolle mehr über ihren Körper aufweisen, wird durch Kuznetsov ein Pilzbefall, ähnlich wie dem Ophiocordyceps unilateralis vermutet. Anna findet inzwischen heraus, dass der Parasit in kalter Umgebung nicht überleben kann.
Einige der Soldaten geraten im Schacht an eine vorerst unbekannte Lebensform, welche zum Team vorstößt. Nikolay gelingt es den Lift zu manipulieren, jedoch nur so, dass ein Teil des Teams zur Anlage „Sahara“ hinabfahren kann. Dort erfahren diese durch eine Sprachnachricht von Grigoriev, dass „Es“ vermutlich nur durch den Permafrostboden am Durchbrechen an die Erdoberfläche gehindert wurde. „Es“ kontrolliere nicht nur die Muskeln und das Nervensystem, sondern könne auch Körper verschmelzen.
Im Außenbereich der Anlage gelingt es Yury, die Schlüsselkarte von Grigoriev zu bergen, welcher „Es“ ein letztes Mal sehen wollte. Dabei kommt er trotz seines Schutzanzuges ums Leben. Kuznetsov, besessen davon mit der Entdeckung der Lebensform ein berühmter Wissenschaftler zu werden, will sich mit Waffengewalt die Schlüsselkarte aneignen, wird jedoch von der Lebensform, welche bereits mehrere Körper verschmolzen hat, angegriffen.
Anna, welche sich ebenfalls kurzzeitig im Außenbereich aufgehalten hatte, erkennt, dass ihre Entdeckung zum Untergang der Menschheit führen könnte und beschließt, nichts davon an die Oberfläche kommen zu lassen. Gemeinsam mit Nikolay kann sie sich in den Fahrstuhl zur Oberfläche retten, in welchem sich jedoch auch der bereits stark entstellte Sergey befindet. Anna will den Fahrstuhl anhalten, um nicht die Oberfläche zu kontaminieren, wird jedoch von Nikolay angegriffen, welcher nicht sein Leben verlieren will. Durch die Hilfe von Sergey, der Nikolay tötet, kann Anna an die Codeeingabe des Lifts gelangen. Durch dreimalige falsche Eingabe würde dieser abstürzen.
Anna gelingt es zwar, die Selbstzerstörung des Liftes zu aktivieren, hat jedoch bereits die Oberfläche erreicht und wird von einem Bergetrupp ins Freie gebracht. Ihr gelingt es, an eine Handgranate zu kommen und die Umstehenden auf Distanz zu halten. Als sich ihr einer nähert, hört man das Geräusch des Sicherungssplints.

## Kritik
„In 'Superdeep' reist eine Wissenschaftlerin zu einem Bohrloch, bei dem einiges nicht so ist, wie es nach außen hin erscheint. Das Setting der unterirdischen Anlage ist geglückt und trägt zu einer unheimlichen Atmosphäre bei. So ganz wusste der Film das aber nicht für sich zu nutzen, auch bei der Figurenzeichnung wäre mehr nötig gewesen“, meinte film-rezensionen.de
Die Neue Bildpost urteilte, dass der Film „eine liebevolle Hommage an die Horrorfilme der 1980er Jahre“ sei. Der Genre-Kenner ahne daher auch, was in den Tiefen auf die Protagonistin warte. Es sei jedoch „keiner jener Filme, die es in die Annalen des Kinos schaffen. Wen das Genre reizt, der kann sich getrost darauf einlassen. Unbedingt gesehen haben muss man den Film nicht.“